# Sulcus chiasmaticus

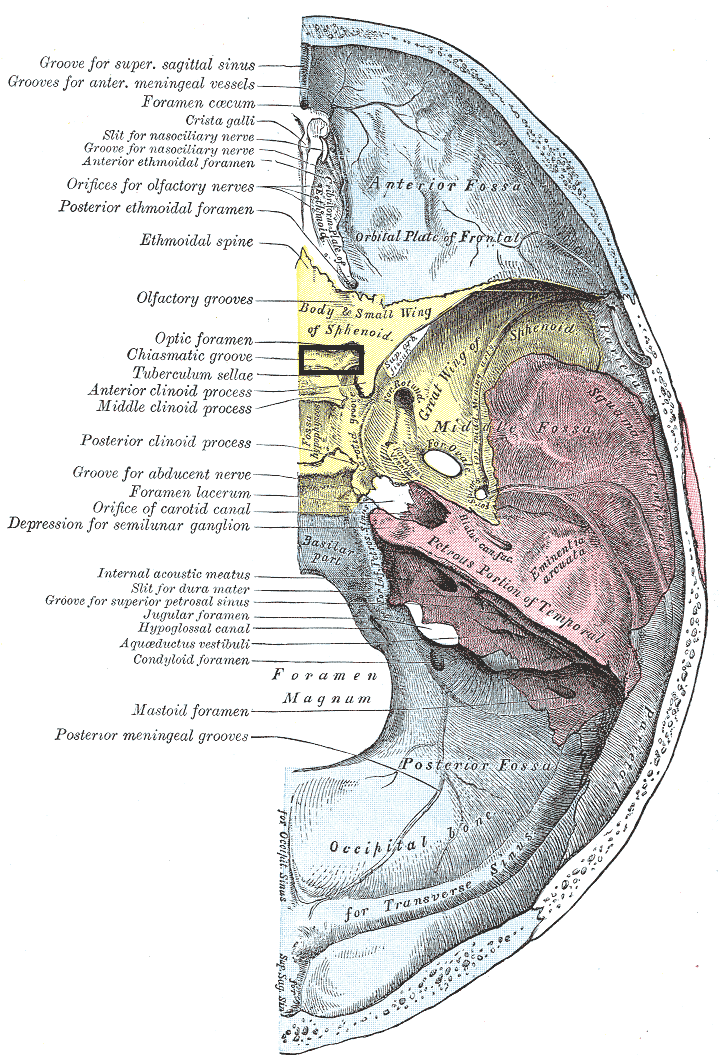
A koponya alulról (a fekete téglalap jelöli az árkot)

Az ékcsont (os sphenoidale) felső része mögött található egy gerinc, ami kialakítja a sulcus chiasmaticus (ez egy árok) elülső falát, ami szűk és haránt-irányú. Itt kereszteződik át a nervus opticus. Az árok a foramen opticánál (a szemgödröknek a koponyaüregbe vezető nyílásánál) ér véget mindkét oldalon. 